# План США по ближневосточному урегулированию
План США по ближневосточному урегулированию (иногда «Сделка века» (англ. the Deal of the Century, «План Трампа по Палестине») — план администрации президента США Дональда Трампа по взаимному признанию Палестины и Израиля. Документ под названием «Мир во имя процветания. Видение того, как улучшить жизнь палестинцев и израильтян» был презентован в Вашингтоне президентом Трампом в присутствии премьер-министра Израиля Биньямина Нетаньяху и опубликован на сайте Белого дома 28 января 2020 года. План содержит 180 страниц и состоит из двух частей: экономической и политической. Документ включает 23 раздела, описывающих предложения о границах, статусе Иерусалима, экономических преференциях, вопросах безопасности, статусе сектора Газа, о судьбе заключенных и беженцев, взаимном признании и отношениях между израильтянами и палестинцами, урегулировании существующих претензий и правилах проведения дальнейших переговоров. К плану приложены карты и описание критериев безопасности и демилитаризации.

## Предыстория
Во время своей предвыборной кампании 2016 года Дональд Трамп неоднократно говорил о своем стремлении организовать «мать всех сделок» (англ. mother of all deals), чтобы положить конец арабо-израильскому конфликту.
Администрация США начала разработку мирной инициативы в 2017 году. Координацию усилий по составлению и согласованию документа поручили советнику президента США Трампа Джареду Кушнеру и помощнику президента Джейсону Гринблату.
Экономические аспекты «Сделки века» были обнародованы летом 2019 года.

## Основные предложения плана
В основе плана лежит взаимное признание двух государств. Прописано видение статуса Иерусалима, границ, гарантий безопасности, зоны свободной торговли и условий дальнейшего ведения переговоров. США предлагают признать столицей палестинского государства Восточный Иерусалим. США настаивают на четырёхлетней «заморозке» любого масштабного строительства на территории, которая, как предлагается в плане, будет передана палестинцам. В то же время президент США Дональд Трамп заявил о намерении признать все уже существующие еврейские поселения израильской территорией и назвал Иерусалим «неделимой столицей» Израиля. Посол США в Израиле Дэвид Фридман разъяснил 29 января 2020 года в ходе телефонной конференции для журналистов, что согласно плану США «предлагаемая столица палестинского государства будет находиться в Восточном Иерусалиме за существующим барьером безопасности, отделяющим арабские районы, однако внутри муниципальных границ Иерусалима».
В качестве условий мирного процесса от властей Палестины ожидается отказ от методов вооружённой борьбы и от поддержки действующего в Газе радикального движения ХАМАС. План предполагает полную демилитаризацию сектора Газа: разоружение ХАМАС и «Исламского джихада», контроль центральных властей Палестины над Газой. Предусмотрено также освобождение палестинских заключенных, которые содержатся в израильских тюрьмах (кроме осужденных за убийство или покушение на убийство, подозреваемых в терроризме и палестинцев с гражданством Израиля) и обязательство Палестины принять их и предоставить им гражданство.
В качестве поддержки урегулирования США предлагают инвестиции на $50 млрд. По информации посла США в Израиле Дэвида Фридмана, новый план Соединённых Штатов также включает в себя создание скоростного железнодорожного сообщения между сектором Газа и Западным берегом реки Иордан.
План также предполагает ликвидацию Агентства ООН по помощи палестинским беженцам (англ. The United Nations Relief and Works Agency for Palestine Refugees in the Near East, UNRWA), работу которого в Вашингтоне считают неэффективной.

## Заявления в США по поводу имплементации плана
Госсекретарь США Майкл Помпео в день презентации Плана заявил, что «палестинцы со временем поддержат новый план Вашингтона по урегулированию на Ближнем Востоке» и что США «дают им для этого четыре года».
Посол США в Израиле Дэвид Фридман заявил журналистам, что в Вашингтоне не считают важным, «какой ответ в краткосрочной перспективе дадут палестинцы на предложенный план по урегулированию», поскольку США «будут предоставлять им такую возможность в течение четырёх лет».
Ряд американских сенаторов от Демократической партии США (в том числе кандидаты в президенты США Берни Сандерс, Элизабет Уоррен и Эми Клобушар) направили письмо президенту Дональду Трампу, в котором раскритиковали опубликованный Белым домом план урегулирования. В письме говорится, что «односторонняя реализация „Сделки века“ может привести к утверждению суверенитета Израиля над Иорданской долиной и еврейскими поселениями на Западном берегу реки Иордан»; такое развитие событий «будет нарушать положения международного права», а решения, предложенные Белым домом, «нарушают право палестинского народа на самоопределение и подрывают безопасность Израиля».

## Международная реакция
- Израиль. Премьер-министр Израиля Биньямин Нетаньяху назвал план США «реалистичным путём к миру» и пообещал, что «Израиль будет готов прямо сейчас приступить к переговорам о мире» с палестинцами[15][16]. Опросы общественного мнения в стране показали, что 66,9 % опрошенных поддержали «Сделку века», 15,7 % высказались против неё, а ещё 17,4 % заявили, что у них нет чёткого мнения по этому вопросу[17].
- Палестина. В день публикации документа палестинский руководитель Махмуд Аббас назвал план США по ближневосточному урегулированию «заговором», «вероломством» и «планом по ликвидации национального проекта», заявив — "Мы отвергаем «Сделку века», поскольку «единственным путем к миру является создание палестинского государства в границах 1967 года»[18]. Движение «ХАМАС» расценило план США как «нарушающий нормы международного права» и призвало арабские и мусульманские страны "противостоять «Сделке века», «отторгнуть план» и «поддержать Палестину»[19][20]. 11 февраля 2020 года на заседании Совета безопасности ООН Махмуд Аббас заявил, что «Палестина отвергает план США». По его словам, главным препятствием стал тот факт, что «Сделка века» «предполагает, что Восточный Иерусалим больше не находится под суверенитетом Палестины». Аббас заявил также, что план США «ставит целью узаконить то, что является незаконным, а именно поселенческую деятельность Израиля, конфискацию и аннексию палестинской земли»[21].
- Иран. В день публикации «Сделки века» глава МИД Ирана Мохаммад Джавад Зариф раскритиковал план, назвав его «кошмаром для региона и мира»[22].
- Ливан. 28 января 2020 года ливанская шиитская партия «Хезболла» назвала план «сделкой позора» и заявила, что таким образом «Соединенные Штаты пытаются уничтожить исторические права палестинского народа». Арабские страны, поддержавшие план, названы «предателями» и «соучастниками закулисного сговора»[23].
- Турция. Министерство иностранных дел Турции выступило с резким осуждением предложенного США плана, назвав его в своём заявлении «мертворожденным», «планом аннексии, нацеленным на узурпацию палестинских земель и уничтожение идеи сосуществования двух государств»[24]. В середине февраля 2020 года Президент Турции Реджеп Тайип Эрдоган заявил, что «Сделка века» является «оккупационным проектом» и Турция «не оставит Храмовую гору израильским оккупантам»[25].
- Евросоюз. В день оглашения плана глава дипломатии ЕС Жозеп Боррель завил, что «предложенный … США план по Израилю и Палестине даёт возможность возобновить усилия по мирному решению конфликта» и пообещал, что «ЕС изучит его»[26]. В тот же день глава МИД ФРГ Хайко Маас прокомментировал, что «представленный США план … вызывает вопросы», в том числе «по вовлечению сторон конфликта в переговорный процесс», а также по поводу «международно признанных параметров и правовых позиций»[27]. 29 января 2020 года канцлер Австрии Себастьян Курц приветствовал обнародование американского плана и призвал Израиль и Палестину «начать переговоры на основе этой „Сделки века“»[28].
- Великобритания. Премьер-министр Великобритании Борис Джонсон, выступая 29 января 2020 года в Палате общин британского парламента, поддержал план, заявив, что документ «не идеален, но … предлагает решение вопроса двух государств, гарантирует, что Иерусалим будет столицей как Израиля, так и для палестинцев»[29].
- Россия. Председатель комитета Госдумы по международным делам Леонид Слуцкий раскритиковал план США, заявив, что «план … не содержит в себе реального решения, любая такая стратегия должна строиться на переговорном процессе с участием Палестины» и пояснил, что в предложенном документе «никакого решения или реальной дорожной карты для урегулирования не просматривается»[30].
- Лига арабских государств единогласно отклонила план. В совместном коммюнике официальные лица из 22 стран-членов заявили, что сделка не приведёт к справедливому миру между обеими сторонами, и лига не будет сотрудничать с США для её реализации[31][32][33].